# Gemeaux
Gemeaux est une commune française située dans le département de la Côte-d'Or, en région Bourgogne-Franche-Comté.

## Géographie

### Localisation
La commune de Gemeaux se trouve dans le canton de Is-sur-Tille, arrondissement de Dijon, dans le département de la Côte-d'Or, dans la région Bourgogne-Franche-Comté. À 18,8 km au nord de Dijon.
Les communes voisines : au nord à 4,7 km Marcilly-sur-Tille, au nord-est à 5,4 km Til-Châtel, à l'est à 5,9 km Lux, au sud à 1,7 km Pichanges et à l'ouest à 5 km Chaignay.
Les distances orthodromiques entre les communes ont été calculées sur le site de Lionel Delvarre.

### Géologie
« Géologie de Gemeaux » sur Géoportail.

## Accès

### Climat
Pour des articles plus généraux, voir Climat de la Bourgogne-Franche-Comté et Climat de la Côte-d'Or.
En 2010, le climat de la commune est de type climat océanique dégradé des plaines du Centre et du Nord, selon une étude du Centre national de la recherche scientifique s'appuyant sur une série de données couvrant la période 1971-2000. En 2020, Météo-France publie une typologie des climats de la France métropolitaine dans laquelle la commune est exposée à un climat océanique altéré et est dans la région climatique  Bourgogne, vallée de la Saône, caractérisée par un bon ensoleillement (1 900 h/an), un été chaud (18,5 °C), un air sec au printemps et en été et des vents faibles. 
Pour la période 1971-2000, la température annuelle moyenne est de 10,2 °C, avec une amplitude thermique annuelle de 17,3 °C. Le cumul annuel moyen de précipitations est de 869 mm, avec 11,5 jours de précipitations en janvier et 8,1 jours en juillet. Pour la période 1991-2020, la température moyenne annuelle observée sur la station météorologique de Météo-France la plus proche, « Dijon Toison », sur la commune de Dijon à 19 km à vol d'oiseau, est de 11,5 °C et le cumul annuel moyen de précipitations est de 771,8 mm,. Pour l'avenir, les paramètres climatiques de la commune estimés pour 2050 selon différents scénarios d'émission de gaz à effet de serre sont consultables sur un site dédié publié par Météo-France en novembre 2022.

## Urbanisme

### Typologie
Au 1er janvier 2024, Gemeaux est catégorisée bourg rural, selon la nouvelle grille communale de densité à 7 niveaux définie par l'Insee en 2022.
Elle est située hors unité urbaine. Par ailleurs la commune fait partie de l'aire d'attraction de Dijon, dont elle est une commune de la couronne,. Cette aire, qui regroupe 333 communes, est catégorisée dans les aires de 200 000 à moins de 700 000 habitants,.

### Occupation des sols
L'occupation des sols de la commune, telle qu'elle ressort de la base de données européenne d’occupation biophysique des sols Corine Land Cover (CLC), est marquée par l'importance des territoires agricoles (92,1 % en 2018), en diminution par rapport à 1990 (92,9 %). La répartition détaillée en 2018 est la suivante : terres arables (88,1 %), forêts (4,7 %), zones agricoles hétérogènes (4 %), zones urbanisées (3,2 %). L'évolution de l’occupation des sols de la commune et de ses infrastructures peut être observée sur les différentes représentations cartographiques du territoire : la carte de Cassini (XVIIIe siècle), la carte d'état-major (1820-1866) et les cartes ou photos aériennes de l'IGN pour la période actuelle (1950 à aujourd'hui).

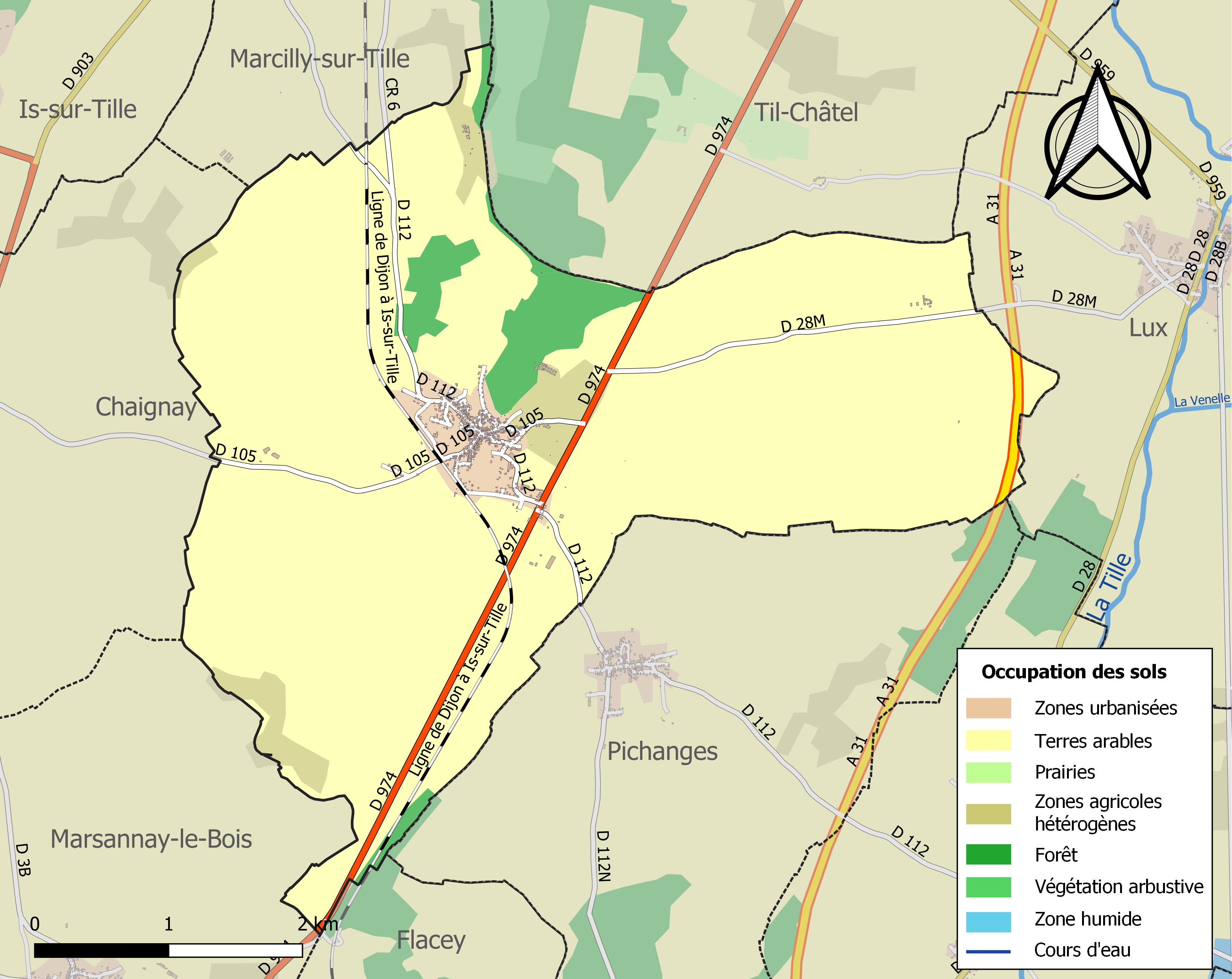
Carte des infrastructures et de l'occupation des sols de la commune en 2018 (CLC).

## Toponymie
Ses habitants sont appelés les Gemellois.

## Politique et administration

### Tendances politiques et résultats
Élections présidentielles, résultats des deuxièmes tours
- Élection présidentielle de 2002[13] : 81,34 % pour Jacques Chirac (RPR), 18,66 % pour Jean-Marie Le Pen (FN), 81,26 % de participation.
- Élection présidentielle de 2007[14] : 57,05 % pour Nicolas Sarkozy (UMP), 42,95 % pour Ségolène Royal (PS), 80,31 % de participation.
- Élection présidentielle de 2012[15] : 47,76 % pour François Hollande (PS), 52,24 % pour Nicolas Sarkozy (UMP), 85,97 % de participation.

### Administration municipale
Le nombre de membres du conseil municipal est de 15 conseillers municipaux.

Steve RENAUD est le maire actuel à la suite des élections municipales françaises de 2020.
| Période                                  | Période    | Identité                         | Étiquette | Qualité                       |
| ---------------------------------------- | ---------- | -------------------------------- | --------- | ----------------------------- |
| avant 1898                               | 1900       | Jean FOUSSET                     | ...       |                               |
| 1900                                     | 1902       | Auguste FOUSSET                  | ...       |                               |
| 1902                                     | 1907       | Charles-Albert LOPPIN de GEMEAUX | ...       |                               |
| 1907                                     | 1919       | Victor POUTEAUX                  | ...       |                               |
| 1919                                     | avril 1926 | Pierre HUGUENIN                  | ...       | Avoué                         |
| Avril 1926                               | après 1936 | Ernest CASTILLE                  | ...       | Négociant                     |
| 1970                                     | 1971       | Lucien KIRCHEMANN                | ...       | ...                           |
| 1971                                     | 1977       | Robert BELIN                     | ...       | ...                           |
| 1977                                     | 1980       | Georges BOURCERET                | ...       | Agriculteur                   |
| 1980                                     | 1983       | Raymond PITOLLET                 | ...       | ...                           |
| 1983                                     | 1989       | Jean PRÉVOST                     | ...       | Principal de Collège          |
| mars 1989                                | 2001       | Christian MACHABERT              | ...       | Artisan Électricien           |
| mars 2001                                | 2014       | Marc CHAUTEMPS                   | ...       | ...                           |
| mars 2020                                | en cours   | Steve RENAUD                     | ...       | Agent de la Fonction publique |
| Les données manquantes sont à compléter. |            |                                  |           |                               |

## Démographie
L'évolution du nombre d'habitants est connue à travers les recensements de la population effectués dans la commune depuis 1793. Pour les communes de moins de 10 000 habitants, une enquête de recensement portant sur toute la population est réalisée tous les cinq ans, les populations de référence des années intermédiaires étant quant à elles estimées par interpolation ou extrapolation. Pour la commune, le premier recensement exhaustif entrant dans le cadre du nouveau dispositif a été réalisé en 2006.

En 2022, la commune comptait 968 habitants, en évolution de +9,75 % par rapport à 2016 (Côte-d'Or : +0,82 %, France hors Mayotte : +2,11 %).
| 1793  | 1800  | 1806  | 1821  | 1831  | 1836  | 1841 | 1846 | 1851  |
| ----- | ----- | ----- | ----- | ----- | ----- | ---- | ---- | ----- |
| 1 033 | 1 061 | 1 053 | 1 040 | 1 051 | 1 019 | 997  | 979  | 1 001 |

| 1856 | 1861 | 1866 | 1872 | 1876 | 1881 | 1886 | 1891 | 1896 |
| ---- | ---- | ---- | ---- | ---- | ---- | ---- | ---- | ---- |
| 926  | 905  | 960  | 858  | 829  | 847  | 855  | 761  | 718  |

| 1901 | 1906 | 1911 | 1921 | 1926 | 1931 | 1936 | 1946 | 1954 |
| ---- | ---- | ---- | ---- | ---- | ---- | ---- | ---- | ---- |
| 685  | 690  | 663  | 696  | 704  | 649  | 587  | 569  | 594  |

| 1962 | 1968 | 1975 | 1982 | 1990 | 1999 | 2006 | 2011 | 2016 |
| ---- | ---- | ---- | ---- | ---- | ---- | ---- | ---- | ---- |
| 528  | 601  | 607  | 625  | 666  | 761  | 795  | 868  | 882  |

| 2021 | 2022 | - | - | - | - | - | - | - |
| ---- | ---- | - | - | - | - | - | - | - |
| 946  | 968  | - | - | - | - | - | - | - |

## Culture locale et patrimoine

### Lieux et monuments
Gemeaux est un village avec beaucoup d'édifices datant du Moyen Âge.
- Le Château de Gemeaux fut remanié de 1749 à 1759 par l'architecte bourguignon Edme Verniquet (1727-1804) pour le seigneur du lieu Charles Catherine Loppin, ancien avocat au Parlement de Bourgogne. L'architecte mis la demeure au goût de l'époque «  en perçant de fenêtres les quatre tourelles d'angles et édifiant devant chaque tourelle un petit pavillon couvert en terrasse sommé de balustres garnis de vases à feu »[20]. Demeure dans la famille Loppin jusqu'en 1973.

### Personnalités liées à la commune
- Jehan Le Marlet, seigneur de Gemeaux, maire de Dijon de 1577 à 1579 et de 1580 à 1581.
- Jean-Philippe Rameau, compositeur dijonnais du XVIIIe siècle[21].
- Charles-Laurent Bombonnel, XIXe siècle, libraire dijonnais et chasseur de panthères.
- Jeanne Lafaurie.